# Mad (minialbum)
MAD – czwarty minialbum południowokoreańskiej grupy Got7, wydany 29 września 2015 roku przez JYP Entertainment i dystrybuowany przez KT Music. Płytę promował główny singel „If You Do” (kor. 니가 하면). Ukazał się w trzech edycjach: dwóch fizycznych („Horizontal Ver.” i „Vertical Ver.”) i cyfrowej. Sprzedał się w nakładzie 106 393 egzemplarzy w Korei Południowej (stan na lipiec 2017).
Minialbum został wydany ponownie 23 listopada 2015 roku pod tytułem MAD Winter Edition. Płytę promował główny singel „Confession Song” (kor. 고백송). Ukazał się w trzech edycjach:  dwóch fizycznych („Happy Ver.” i „Merry Ver.”) i cyfrowej. Sprzedał się w nakładzie 27 386 egzemplarzy w Korei Południowej (stan na marzec 2017).

## Lista utworów

### MAD
| CD | CD                                            | CD                                                     | CD                                                     | CD                                                  | CD      |
| Nr | Tytuł utworu                                  | Tekst                                                  | Kompozycja                                             | Aranżacja                                           | Długość |
| -- | --------------------------------------------- | ------------------------------------------------------ | ------------------------------------------------------ | --------------------------------------------------- | ------- |
| 1. | „If You Do” (kor. 니가 하면 Niga Hamyeon)     | Sam Lewis                                              | Rado (Black Eyed Pilseung)                             | Rado (Black Eyed Pilseung)                          | 3:31    |
| 2. | „Put Your Hands Up” (kor. 손들어 Son Deuleo)  | J.Y. Park "The Asiansoul", Cho Wool (Princess Disease) | J.Y. Park "The Asiansoul", Cho Wool (Princess Disease) | J.Y. Park "The Asiansoul", Kim Seung-soo, Armadillo | 3:08    |
| 3. | „Feels Good” (kor. 느낌이 좋아 Neukkimi Joha) | Chloe, Noday, Jackson Wang (Rap), Mark (Rap)           | Chloe, Noday                                           | Chloe, Noday                                        | 3:34    |
| 4. | „GOOD”                                        | e.one, Lee Man-sung, Jackson Wang (Rap), Mark (Rap)    | e.one                                                  | e.one                                               | 3:09    |
| 5. | „Eyes on You” (kor. 눈이가요 Nunigayo)        | Ju Chan-yang, Maxx Song                                | Command Freaks, Ju Chan-yang                           | Command Freaks                                      | 3:23    |
| 6. | „Tic Tic Tok”                                 | Chloe, Noday, Jackson Wang (Rap)                       | Noday, Chloe                                           | Noday, Chloe                                        | 3:22    |

### MAD Winter Edition
| CD  | CD                                                     | CD                                                      | CD                                                     | CD                                                  | CD      |
| Nr  | Tytuł utworu                                           | Tekst                                                   | Kompozycja                                             | Aranżacja                                           | Długość |
| --- | ------------------------------------------------------ | ------------------------------------------------------- | ------------------------------------------------------ | --------------------------------------------------- | ------- |
| 1.  | „Confession Song” (kor. 고백송 Gobaeg Song)            | Crucial Star (Rap), Jackson Wang (Rap)                  | J.Y. Park "The Asiansoul"                              | J.Y. Park "The Asiansoul", Lee Toyo                 | 3:33    |
| 2.  | „Everyday” (kor. 매일 Maeil)                           | Cho Wool (Princess Disease), Defsoul (JB), BamBam (Rap) | Cho Wool (Princess Disease), Defsoul (JB)              | Cho Wool (Princess Disease), Hong Ji-sang           | 3:11    |
| 3.  | „The Star” (kor. 이.별 I.Byeol)                        | Jinyoung                                                | Andreas Stone Johansson, Matt Wong, Steven Lee         | Joakim Dalqvist                                     | 3:51    |
| 4.  | „If You Do” (kor. 니가 하면 Niga Hamyeon)              | Sam Lewis                                               | Rado (Black Eyed Pilseung)                             | Rado (Black Eyed Pilseung)                          | 3:31    |
| 5.  | „Put Your Hands Up” (kor. 손들어 Son Deuleo)           | J.Y. Park "The Asiansoul", Cho Wool (Princess Disease)  | J.Y. Park "The Asiansoul", Cho Wool (Princess Disease) | J.Y. Park "The Asiansoul", Kim Seung-soo, Armadillo | 3:08    |
| 6.  | „Feels Good” (kor. 느낌이 좋아 Neukkimi Joha)          | Chloe, Noday, Jackson Wang (Rap), Mark (Rap)            | Chloe, Noday                                           | Chloe, Noday                                        | 3:34    |
| 7.  | „GOOD”                                                 | e.one, Lee Man-sung, Jackson Wang (Rap), Mark (Rap)     | e.one                                                  | e.one                                               | 3:09    |
| 8.  | „Eyes on You” (kor. 눈이가요 Nunigayo)                 | Ju Chan-yang, Maxx Song                                 | Command Freaks, Ju Chan-yang                           | Command Freaks                                      | 3:23    |
| 9.  | „Tic Tic Tok”                                          | Chloe, Noday, Jackson Wang (Rap)                        | Noday, Chloe                                           | Noday, Chloe                                        | 3:22    |
| 10. | „If You Do” (kor. 니가 하면 Niga Hamyeon) (Stage ver.) | Sam Lewis                                               | Rado                                                   | Rado                                                | 3:33    |

## Notowania

### MAD
| Lista                    | Pozycja |
| ------------------------ | ------- |
| Gaon Weekly Album Chart  | 1       |
| Gaon Monthly Album Chart | 5       |
| Gaon Yearly Album Chart  | 24      |
| Five Music (Tajwan)      | 2       |

### MAD Winter Edition
| Lista                    | Pozycja |
| ------------------------ | ------- |
| Gaon Weekly Album Chart  | 2       |
| Gaon Monthly Album Chart | 7       |
| Gaon Yearly Album Chart  | 70      |
| Five Music (Tajwan)      | 9       |